# 沾麵
沾麵（日语： tsukemen），又作蘸麵，是日本拉面的一种，汤底和面条分开盛放，用筷子夹面条蘸汤食用。1961年由厨师山岸一雄发明。在一些麵店的菜单上亦有（盛荞麦）、（沾荞麦）、的写法。
沾麵常用荞麦面和乌冬面，上桌时面条通常是冷的或是室温，汤底则是滚烫的。餐厅会提供加料选择，例如海苔、笋干、叉烧、玉子烧、煮蛋等等。汤底就像蘸料一般，风味较普通汤麵的汤底更浓烈，一些店家会在用餐邻近结束时派人在汤中兑水，方便顾客饮尽汤底。

## 历史
沾麵在1961年由厨师山岸一雄发明，他在东京池袋创立了著名拉面店大胜轩，时名“特制沾荞麦”（特製もりそば），售价40元，大受欢迎。2015年统计，在日本有超过100家大胜轩分店。
进入21世纪后，沾麵已成为东京乃至全日本大受欢迎的美食。2013年以后，沾麵在美国的日式拉面店亦成为受欢迎的菜肴，但多在洛杉矶，美国的其他地方较少见。

## 图册

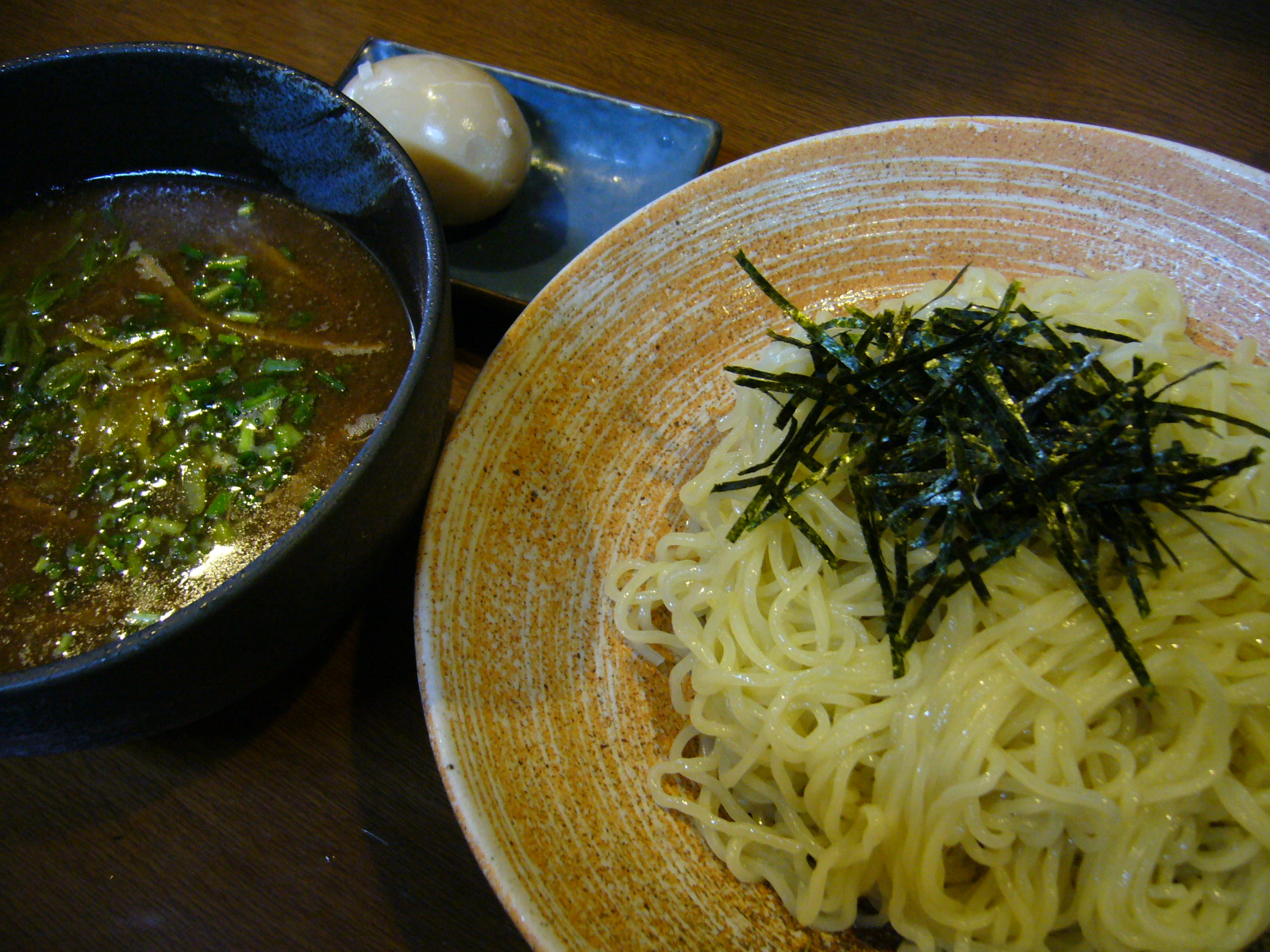
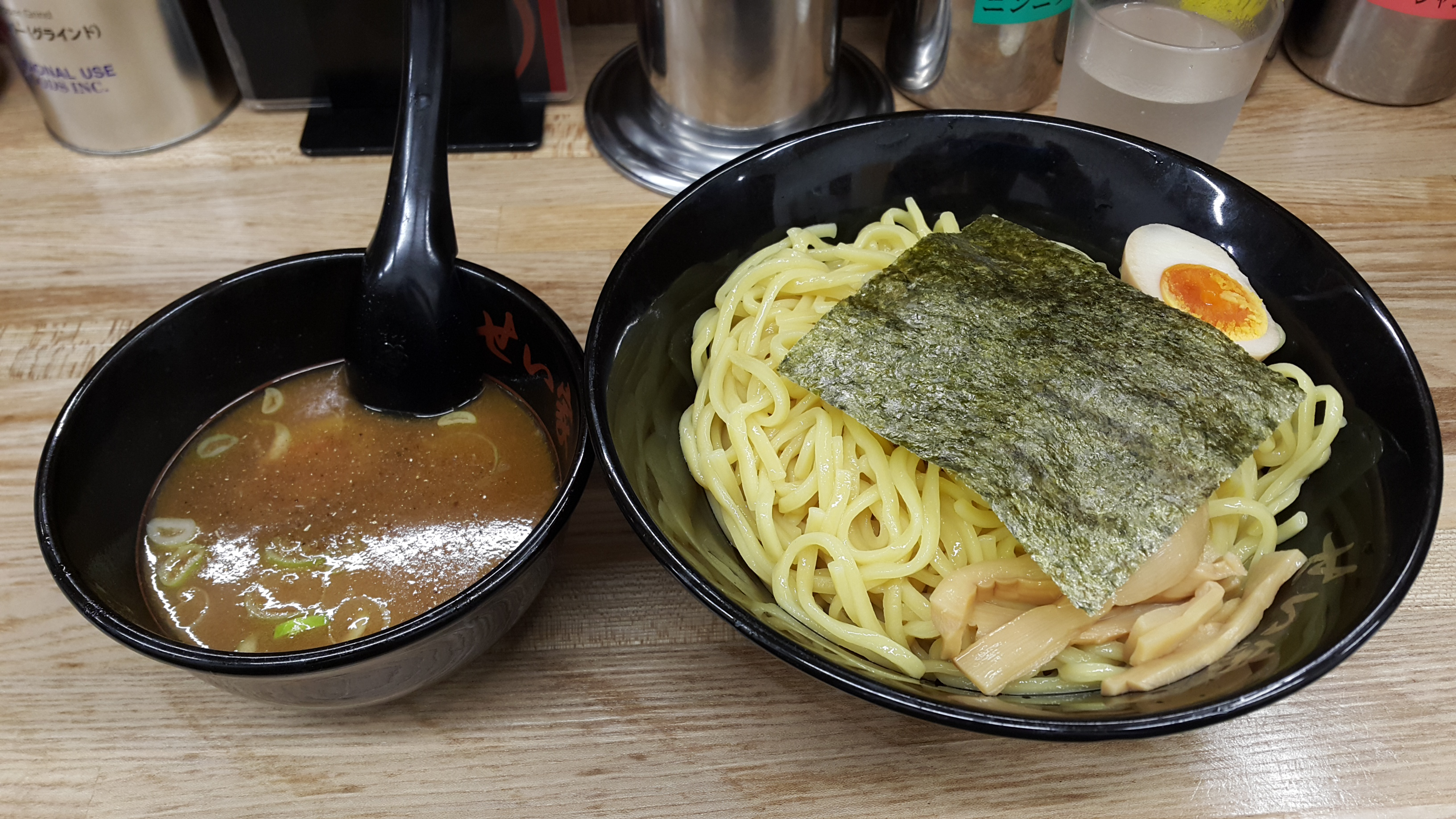
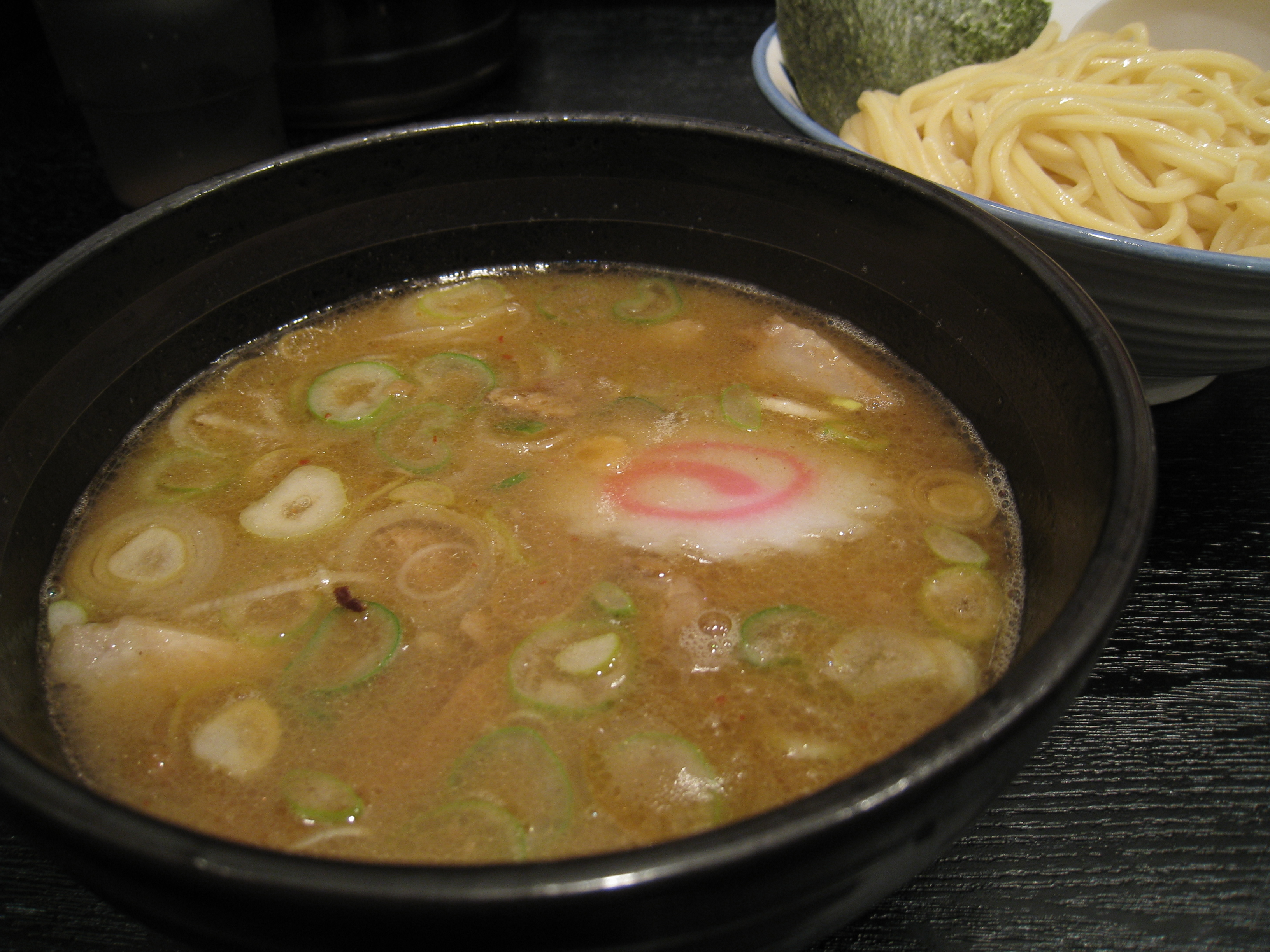
汤底
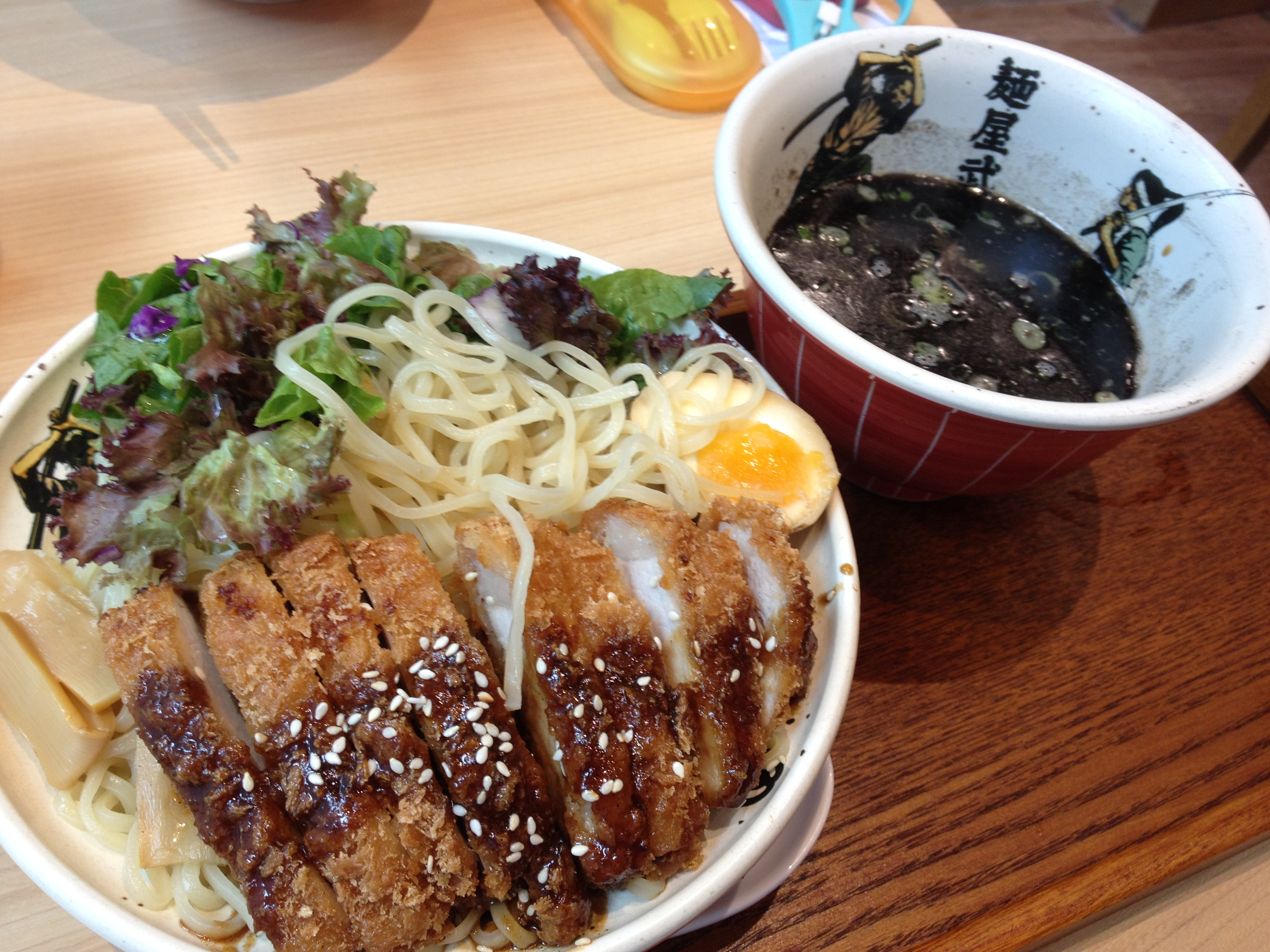
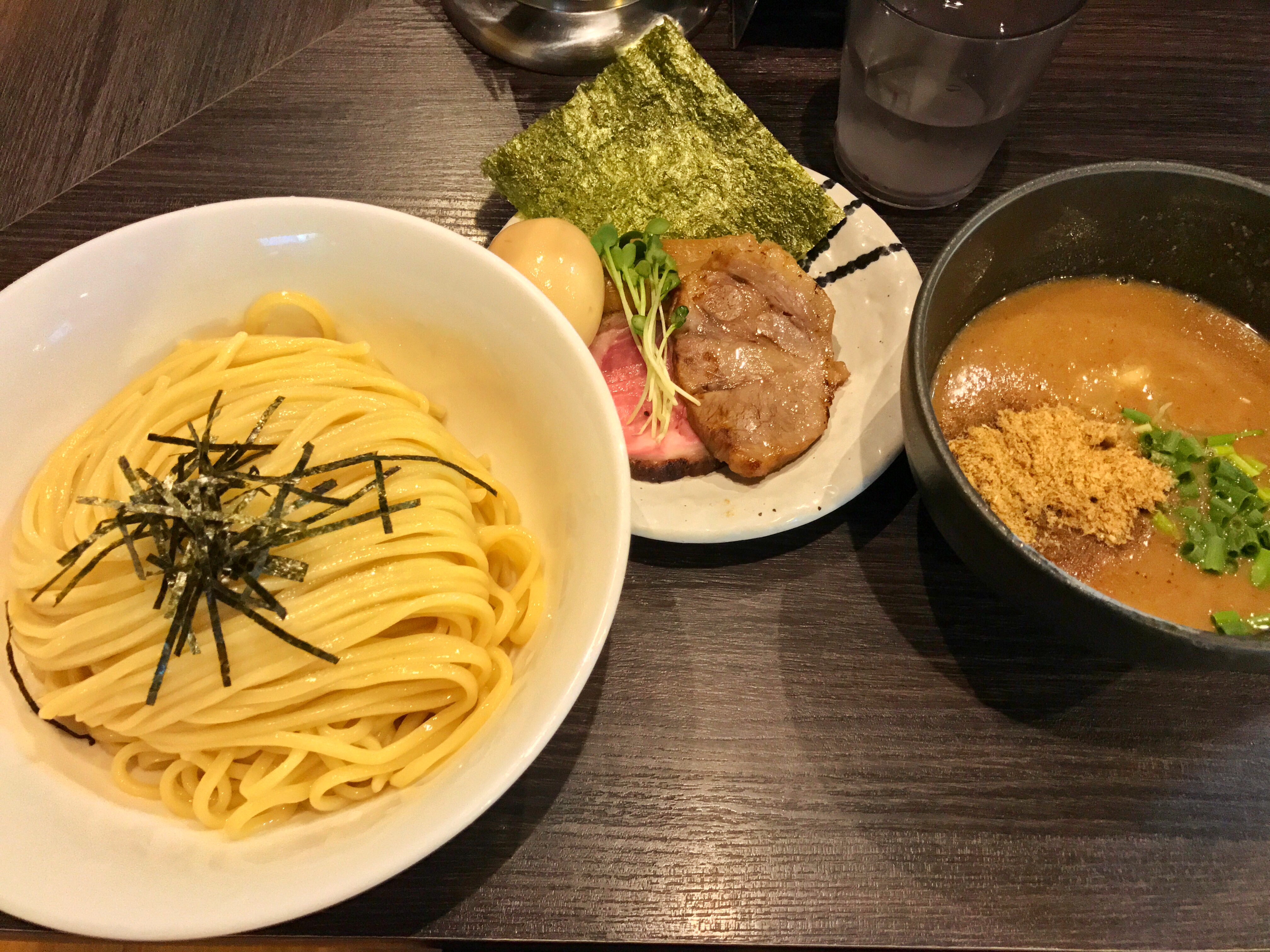
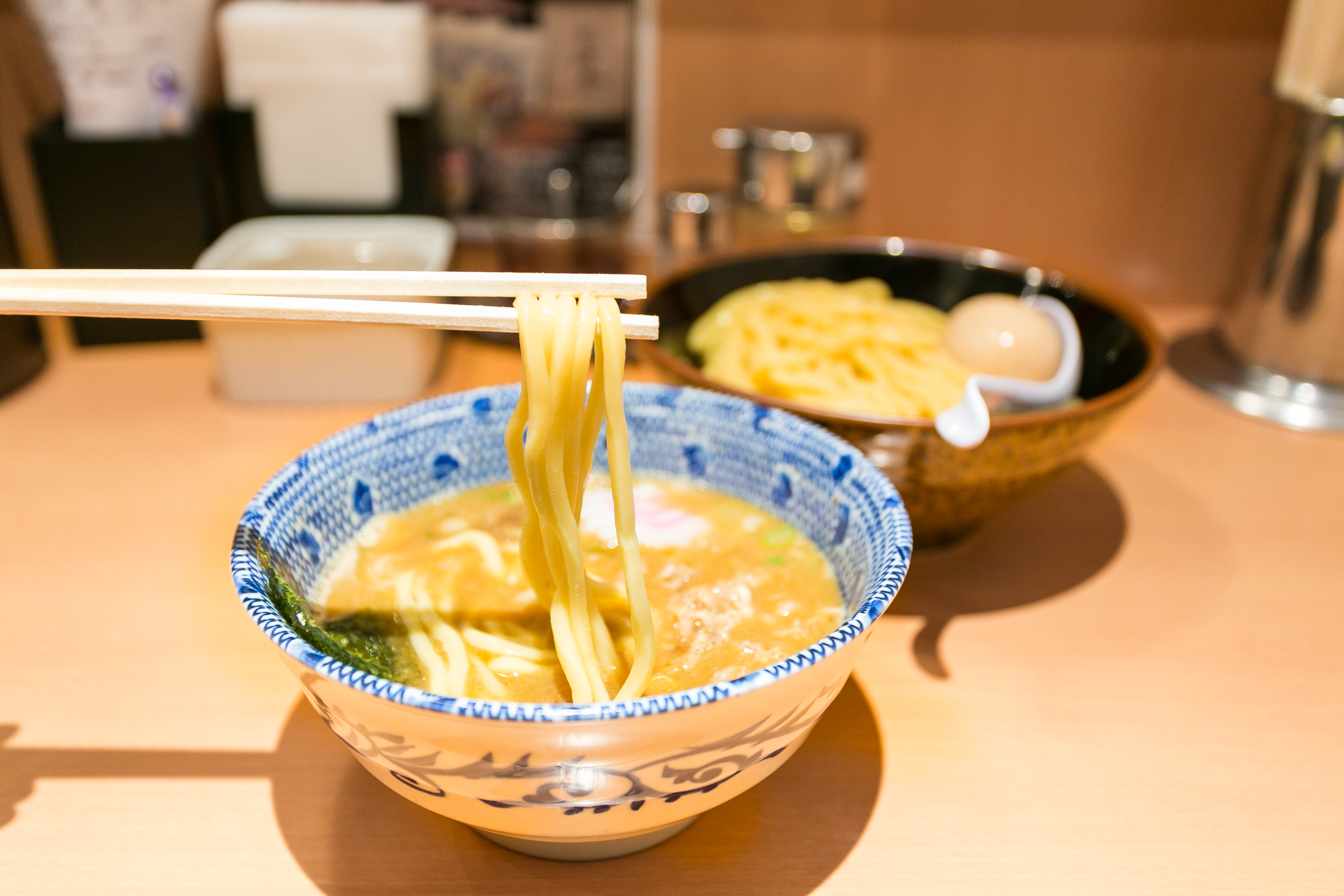
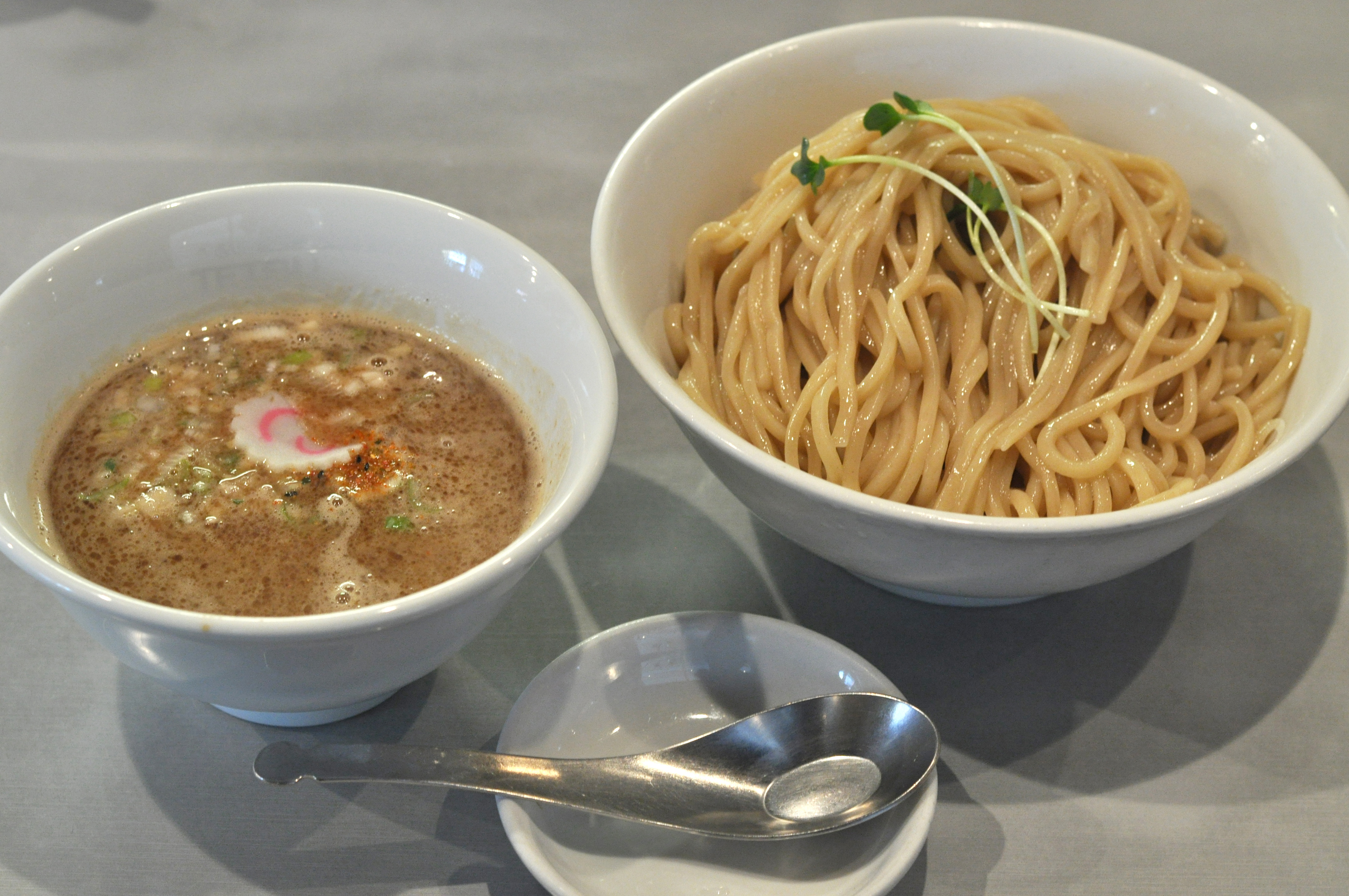
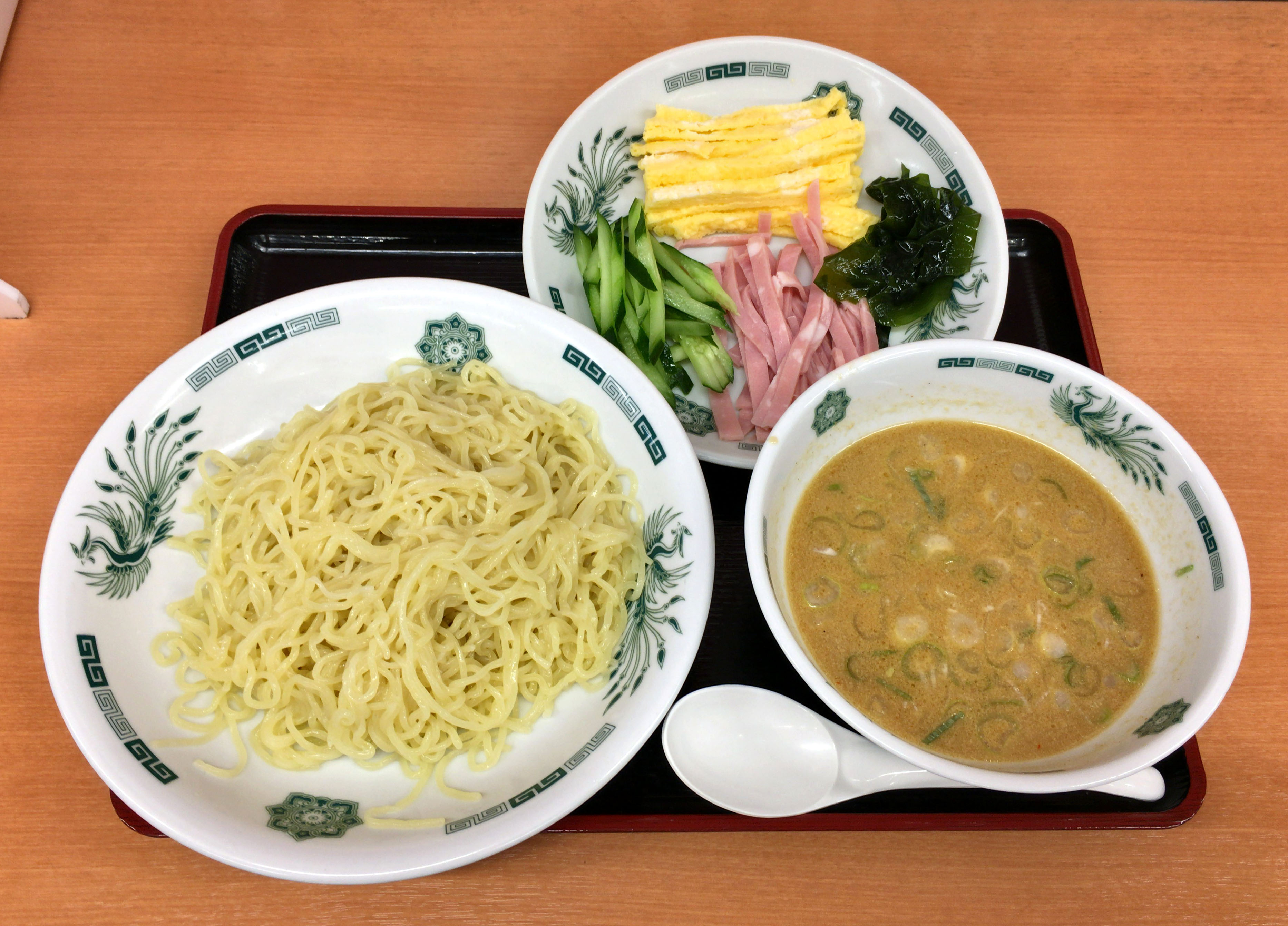
冷中華沾麵